# (746) Marlu
Pour les articles homonymes, voir Marlu.
(746) Marlu est un astéroïde de la ceinture principale découvert le 1er mars 1913 par l'astronome allemand Franz Kaiser. Sa désignation provisoire était 1913 QY.